# Copa Merconorte 1998
Copa Merconorte 1998 var den första upplagan av Copa Merconorte, en fotbollsturnering som spelades mellan klubbar i norra Sydamerika och Nordamerika. I denna upplaga skulle lag från USA och Mexiko deltaga, men det beslöts till slut att de inte skulle deltaga i den här upplagan.
I turneringen hade Colombia 4 lag med, Ecuador och Peru har två lag vardera med och så har Venezuela och Bolivia ett lag vardera med i turneringen. Detta innebar totalt 12 lag i turneringen, som fördelades på tre grupper med fyra lag i varje grupp. Varje gruppvinnare samt den bästa tvåan gick vidare till semifinalerna.

## Gruppspel

### Grupp 1
| Nr | Lag              | S | V | O | F | GM | IM | MS | P  |
| -- | ---------------- | - | - | - | - | -- | -- | -- | -- |
| 1  | Los Millonarios  | 6 | 3 | 1 | 2 | 7  | 8  | −1 | 10 |
| 2  | Emelec           | 6 | 2 | 3 | 1 | 9  | 6  | +3 | 9  |
| 3  | América de Cali  | 6 | 1 | 4 | 1 | 9  | 9  | 0  | 7  |
| 4  | Sporting Cristal | 6 | 0 | 4 | 2 | 5  | 7  | −2 | 4  |

### Grupp 2
| Nr | Lag               | S | V | O | F | GM | IM | MS | P  |
| -- | ----------------- | - | - | - | - | -- | -- | -- | -- |
| 1  | Atlético Nacional | 6 | 3 | 2 | 1 | 14 | 7  | +7 | 11 |
| 2  | Alianza Lima      | 6 | 2 | 2 | 2 | 8  | 6  | +2 | 8  |
| 3  | The Strongest     | 6 | 2 | 2 | 2 | 5  | 9  | −4 | 8  |
| 4  | Barcelona         | 6 | 1 | 2 | 3 | 5  | 10 | −5 | 5  |

### Grupp 3
| Nr | Lag            | S | V | O | F | GM | IM | MS | P  |
| -- | -------------- | - | - | - | - | -- | -- | -- | -- |
| 1  | Deportivo Cali | 6 | 3 | 2 | 1 | 7  | 3  | +4 | 11 |
| 2  | El Nacional    | 6 | 3 | 1 | 2 | 6  | 6  | 0  | 10 |
| 3  | Caracas        | 6 | 2 | 1 | 3 | 6  | 8  | −2 | 7  |
| 4  | Universitario  | 6 | 1 | 2 | 3 | 6  | 8  | −2 | 5  |

### Rankning av tvåor
| Nr | Lag (grupp)      | S | V | O | F | GM | IM | MS | P  |
| -- | ---------------- | - | - | - | - | -- | -- | -- | -- |
| 1  | El Nacional (3)  | 6 | 3 | 1 | 2 | 6  | 6  | 0  | 10 |
| 2  | Emelec (1)       | 6 | 2 | 3 | 1 | 9  | 6  | +3 | 9  |
| 3  | Alianza Lima (2) | 6 | 2 | 2 | 2 | 8  | 6  | +2 | 8  |

## Semifinaler
| Lag             | Lag           | Lag               | Resultat    | Resultat    | Tie-breaker | Tie-breaker |
| Lag 1           | Tot. resultat | Lag 2             | 1:a matchen | 2:a matchen | Bortamål    | Straffar    |
| --------------- | ------------- | ----------------- | ----------- | ----------- | ----------- | ----------- |
| Los Millonarios | 2–3           | Atlético Nacional | 0–2         | 2–1         | —           | —           |
| El Nacional     | 3–3           | Deportivo Cali    | 1–2         | 2–1         | 2–2         | 4–5         |

## Final
| Lag               | Lag           | Lag            | Resultat    | Resultat    | Tie-breaker | Tie-breaker |
| Lag 1             | Tot. resultat | Lag 2          | 1:a matchen | 2:a matchen | Bortamål    | Straffar    |
| ----------------- | ------------- | -------------- | ----------- | ----------- | ----------- | ----------- |
| Atlético Nacional | 4–1           | Deportivo Cali | 3–1         | 1–0         | —           | —           |